# Kadrabia secunda
Kadrabia secunda är en insektsart som beskrevs av Irena Dworakowska och Sohi 1978. Kadrabia secunda ingår i släktet Kadrabia och familjen dvärgstritar. Inga underarter finns listade i Catalogue of Life.